# 萧登生
萧登生，四川华阳（今四川成都）人，是一名清朝政治人物。
萧登生曾于1756年接替陈怀仁任金山县知县一职，1756年由陈怀仁接任。